# Inopeplus insularis
Inopeplus insularis es una especie de coleóptero de la familia Salpingidae.

## Distribución geográfica
Habita en Granada (país).